# Nasr ibn Sajjar
Nasr ibn Sajjar (właśc. Naṣr ibn Sayyār al-Laythī al-Kinānī, arab. ‏نصر بن سيار الليثي الكناني‎, ur. 663, zm. 748 w Sawe) – arabski dowódca wojskowy, Mudaryta, ostatni gubernator Chorasanu za kalifatu Umajjadów.
W okresie swojego namiestnictwa rozciągnął jurysdykcję arabską na Transoksanię, przeprowadził reformę w administracji, a także doprowadził do wymieszania się przybyłych z zachodu Arabów z ludnością miejscową. W ostatnich latach życia walczył z licznymi powstaniami dowodzonymi przez przywódców Jemenitów i charydżytów. W 747 roku poniósł klęskę z rąk powiązanego z Abbasydami Abu Muslima i został zmuszony do opuszczenia swojej prowincji.

## Początek kariery

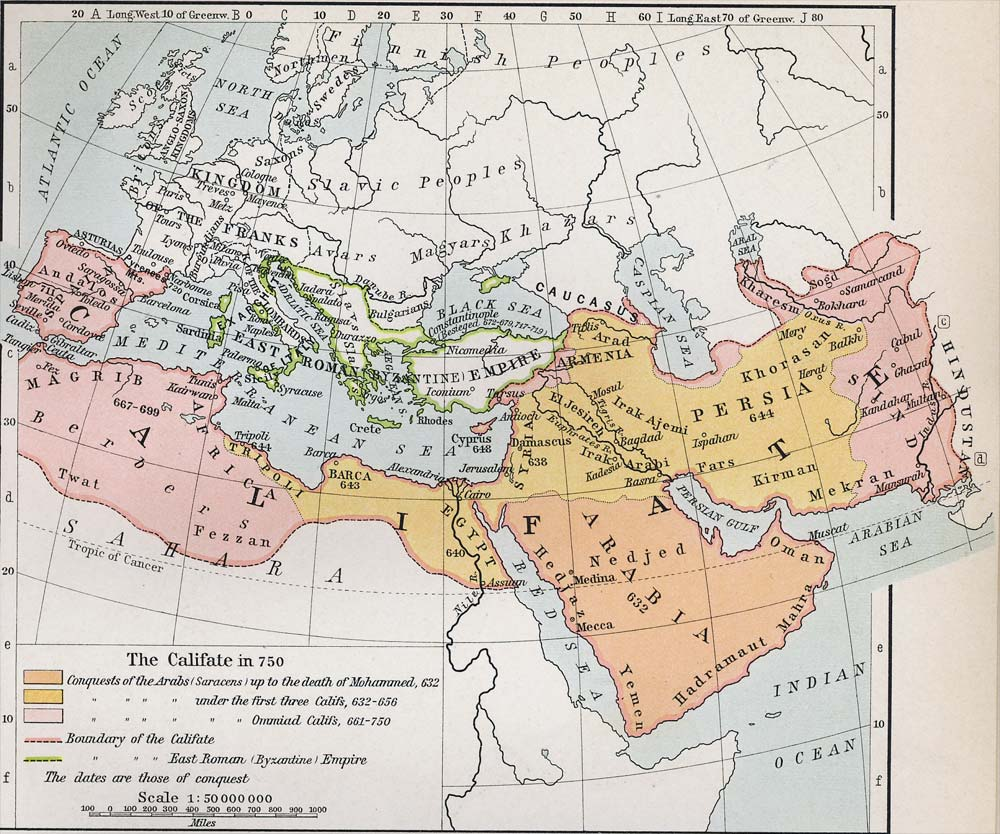
Mapa przedstawiająca kalifat ok. 750 roku. Chorasan stanowił prowincję wysuniętą najdalej na północny wschód

Urodził się w 663 roku. Doświadczenie wojskowe zdobył podczas walk w Chorasanie. Według przekazu At-Tabariego był zaufanym współpracownikiem Kutajby ibn Muslima. W 705 roku uczestniczył w kampanii nad rzeką Oksus, którą prowadził Salih, brat dowodzącego w Transoksanii Kutajby. Za udział w walkach został obdarowany wioską położoną w tym regionie. Wyprawa ta, pomimo że odniosła liczne sukcesy w zmaganiach z lokalnymi społecznościami, nie zdołała w pełni podporządkować kalifatowi ludów żyjących na wschód od rzeki Oksus. Arabowie pozostawili jedynie garnizony w ważniejszych miastach, takich jak Samarkanda, Balch, czy Buchara, zaś lokalni władcy zostali zmuszeni do płacenia okresowego trybutu.
W 724 roku dowodził armią Mudarytów wysłaną do miasta Balch, którego jemenicki garnizon odmówił udziału w wyprawie przeciwko Türgeszom z Fergany. Gdy dotarł w pobliże miasta, Jemenici po raz kolejny odrzucili rozkazy wymarszu, co doprowadziło do potyczki pod Baruqan. Jemenici zostali w jej trakcie wsparci przez Tamimitów, zaś Mudaryci przez Heftalitów. Nasr odniósł zwycięstwo, lecz straty obu stron były niewielkie. Liczba ofiar miała nie przekroczyć trzydziestu.
W 729 roku Nasr ibn Sajjar został mianowany przez gubernatora Chorasanu Al Dżunajda doradcą gubernatora Balchu, Muslima ibn Abd ar-Rahmana. Wyróżnił się podczas walk z Turkutami w 731 roku. Trzy lata później został mianowany gubernatorem Balchu. W tym samym roku musiał stawić czoła powstaniu Harisa ibn Surajdża. Pomimo że dysponował 10 tysiącami żołnierzy, został pokonany przez 4 tysiące zwolenników Harisa, później pozostał zaś bierny wobec dalszych podbojów powstańców i oblężenia Merwu. Nie otrzymał wówczas jednak żadnych rozkazów od nowego gubernatora Chorasanu, Asima ibn Abdallaha al-Hilaliego.

## Gubernator Chorasanu

### Wyprawy wojskowe

Transoksania w VIII w.

W lipcu 738 roku zastąpił Asada ibn Abdallaha na stanowisku gubernatora Chorasanu. Duże znaczenie w tej nominacji, dokonanej przez kalifa Hiszama ibn Abd al-Malika, miało jednak jego pochodzenie z Mudarytów. Jeszcze w tym samym roku osiągnął pierwszy sukces militarny. Po osłabnięciu Türgeszy w wyniku zamordowania chagana Suluka, podporządkował kalifatowi Transoksanię. By utrwalić arabskie władanie nad tymi obszarami ustanowił gubernatorów w Szaszu i Ferganie, pełniących kontrolę nad całą krainą wespół z lokalnymi władcami. W tym okresie kilkukrotnie ścierał się w niewielkich potyczkach z siłami chińskimi, zapobiegając wzrostowi wpływów chińskich nad rzeką Oksus.
W roku 741 wkroczył do Azji Środkowej na czele 20 tysięcy rekrutów z Sogdiany i rozpoczął okupację tego regionu. Wcześniej – w 738 roku – dwukrotnie wyprawiał się do Transoksanii, zaś podczas trzeciego najazdu w 744 roku zabił rosnącego w siłę chagana Türgeszy Kursula. W dwa lata później planował zawarcie sojuszu z Sogdianą. Plany te zostały jednak zablokowane przez kalifa Hiszama.
W 740 roku pojawiło się ryzyko złożenia Nasra z urzędu. Gubernator Iraku, nieprzychylny Nasrowi Jusuf ibn Umar as-Sakafi, miał wówczas – zgodnie z przekazem at-Tabariego – wysłać list do kalifa Hiszama, w którym krytycznie opisał działania Nasra jako gubernatora i zaproponował wcielenie Chorasanu do własnej prowincji. Hiszam miał wykazać zainteresowanie tymi słowami, lecz do dymisji Nasra nie doszło. Gdy w 743 roku kalifem został Al-Walid ibn Jazid wcześniejsze postulaty as-Sakafiego zostały zrealizowane. Nasr ibn Sajjar odmówił jednak złożenia urzędu, zaś po obaleniu rządów Al-Walida w 744 roku i przejęciu kalifatu przez Jazida III, reformy administracyjne Al-Walida zostały cofnięte i Nasr oficjalne powrócił na swoje stanowisko.

### Reformy
Głównym celem Nasra podczas jego rządów w Chorasanie było ugruntowanie arabskiego panowania w tym regionie i wygaszenie istniejących tam potencjalnych źródeł oporu. Aby zrealizować te zamierzenia występował jako przyjaciel miejscowej ludności i dawnych elit z czasów przed podbojem arabskim. Wprowadzono w życie wiele reform korzystnych dla ludzi nawróconych na islam (mawalich). Obniżono na przykład wysokość płaconych przez nich podatków. Nasr starał się także zachęcić przybyłych z zachodu Arabów do zawierania małżeństw z miejscową ludnością, dając za przykład własne małżeństwo z córką władcy Buchary. Na krótko po objęciu namiestnictwa Nasr przeniósł także stolicę swojej prowincji z Balchu do Merwu.
Na początku swojego namiestnictwa przeprowadził także reformę administracji. Dzięki jego działaniom rozpoczęto proces stopniowej islamizacji urzędów państwowych. Zgodnie z relacją Muhammada ibn Abdusa al-Jashijariego miało to związek z listem wysłanym do Nasra przez gubernatora Iraku as-Sakafiego, postulującym wykluczenie z administracji zwolenników zaratusztrianizmu. W reakcji na to wezwanie w latach 741–742 przeprowadzono tłumaczenie rejestrów z języka perskiego na arabski. Głównym wykonawcą tego projektu był Ishak ibn Tulajk.

### Niepokoje wewnętrzne w latach 743–747
Podczas pierwszych lat sprawowania urzędu gubernatora Chorasanu przez Nasra, w prowincji panował spokój. Z czasem zaczęły się jednak pojawiać pierwsze oznaki narastających konfliktów wewnętrznych. W 743 roku, po śmierci swego ojca Zajda ibn Alego, do Chorasanu przybył Jahja ibn Zajd, prawnuk Husajna ibn Alego i potomek w linii prostej Alego ibn Abi Taliba z jego związku z Fatimą, córką Mahometa. Nasr został o tym poinformowany listownie przez gubernatora Iraku as-Sakafiego. Przed końcem roku udało mu się schwytać Jahję, lecz niedługo później nowy kalif Al-Walid rozkazał mu go uwolnić. Wkrótce Jahja wzniecił lokalne powstanie przeciw Nasrowi. Zostało ono szybko stłumione, zaś sam Jahja zabity. Jahja został uznany przez licznych w tym regionie szyitów, co doprowadziło do wzrostu napięć pomiędzy miejscową ludnością a administracją arabską.
W latach 40. VIII wieku na obszarze Chorasanu działał też arabski teolog Dżahm ibn Safwan, podważający istnienie nieba i piekła oraz niektórych przymiotów Allaha. Według różnych źródeł Jahm został zabity z rozkazu Nasra w 743 roku lub zginął w trakcie powstania Harisa ibn Surajdża w 745 albo 746 roku .
W związku z narastającą rywalizacją pomiędzy Mudarytami a Jemenitami, Nasr zdecydował się w 744 roku aresztować jednego z przywódców drugiego z tych ugrupowań, Judaja ibn Alego al-Kirmaniego. Ten niebawem zdołał jednak uciec z więzienia w Merw i schronić się na południu Chorasanu w otoczeniu 3 tysięcy oddanych żołnierzy. Tymczasem w 745 roku do Chorasanu z wygnania powrócił Haris ibn Surajdż. Nasr próbował przeciągnąć go na swoją stronę tytułami. Haris pozostał jednak niezależny i niebawem przyłączył się do sił Judaja. W marcu 745 roku Nasr został przez obu dowódców wyparty z Merwu. Rok później dzięki konfliktom wśród przywódców opozycji, zabójstwie Harisa i buntowi mieszkańców Merwu, udało mu się powrócić do stolicy.

### Powstanie Abu Muslima i śmierć
Podczas walk z opozycją Judaja al-Kirmaniego, Nasr początkowo zignorował zagrożenie, jakie pojawiło się ze strony Abu Muslima. Przeciwko jego siłom wysłał więc jeden hufiec kawalerii, sam zaś kontynuował zmagania z Ali al-Kirmanim, synem zabitego w 746 roku Judaja, oraz Shajbanem, nowym przywódcą charydżytów. Abu Muslim stanął Nasrowi na drodze do Niszapur, po czym zaproponował mu współpracę. Nasr odrzucił jednak ofertę Abu Muslima, a następnie zaczął przedstawiać go jako poganina i wzywać muzułmanów do obrony wiary przed niewiernymi. Udało mu się w ten sposób przeciągnąć na swoją stronę Shajbana i doprowadzić do dezercji części sił Abu Muslima, lecz nie przeprowadzając zdecydowanego ataku na nieprzyjaciela, dał mu możliwość oczyszczenia się z zarzutów.
W obawie przed dalszym niekorzystnym obrotem sytuacji, Nasr wysyłał liczne wezwania o pomoc do ówczesnego kalifa Marwana II. Większość z nich została jednak przechwycona przez nieprzychylnego Nasrowi gubernatora Iraku Ibn Hubajra. Na pozostałe kalif nie był zaś w stanie odpowiedzieć, gdyż zaangażował się w konflikt pomiędzy Jemenitami i Mudarytami, toczący się w sercu imperium, a także w walkę przeciwko charydżytom. W związku z tym pierwsze posiłki przybyły do Chorasanu ze znacznym opóźnieniem.
W nocy z 14 na 15 lutego 747 roku Nasr został wyparty przez Abu Muslima z Merwu i z niewielką eskortą wyruszył w kierunku Niszapur by przegrupować swoje siły. Gdy otrzymał informacje o zbliżaniu się sił Abu Muslima do miasta, cofnął się jeszcze dalej – do Dżurdżanu. Tam dotarły do niego pierwsze posiłki przysłane przez Marwana II. Otrzymał też wsparcie ze strony Nabata ibn Hanzala, gubernatora Kufy. Podczas walki z siłami powstańczymi pod wodzą Kahtaby ibn Szabiba doszło do kłótni pomiędzy nim a innymi przywódcami wojsk wiernych kalifatowi, co doprowadziło do ostatecznej ich klęski i śmierci ok. 10 tysięcy żołnierzy.
Po klęsce z Kahtabą Nasr po raz kolejny przemieścił swoje wojska w kierunku południowo-zachodnim. Jego odwrotu nie zatrzymało zwycięstwo odniesione nad siłami Hassana, syna Kahtaby. Z końcem 748 roku dotarł najpierw do Rej, a następnie wyruszył w drogę do Hamadanu. W Rej otrzymał wiadomość o wejściu głównych sił Abu Muslima do Niszapur. W drodze do Hamadanu zapadł na ciężką chorobę i zmarł w październiku 748 roku w Sawe.